# وادي أدام
وادي أدام واد يمر جنوب مكة على (57) كيلاً، يأخذ من جبال راية فيمر بين وادي البيضاء شمالا ًووادي يلملم جنوباً، حتى يدفع في البحر الأحمر غرباً.

## روافد وادي أدام
من روافد وادي أدام
1. وادي مرخه
2. وادي رين

## ما قيل عنه
فيه آثار تدل على أنه كان عامراً، وكانت فيه عيون جارية لا زال بعضها ترى مجاري مياهه، منها: منصح، وأم خُنيس.
وفيه بئر أدام المشهورة بغزارة مائها، لم يَر لها قعر قط.
قال البكري: أدام: بفتح أوله وثانيه، على وزن فعال، قال السكري: الوتير ما بين أدام إلى عرفة، وأنشد لأسامة الهذلي:
ولم يدعوا بين عرض الوتير *** وبين المناقب إلا الذئابا

## سكان وادي أدام
ال شين من الجحادلة
والضعفين من الجحادلة
ومنهم (الهرشه، السلم، العفره)